# Vicente Farrés
Vicente o Vicenç Farrés Sensarrich fue un dibujante español (Igualada, 1923 - 2009), que trabajó sobre todo para mercado francés.

## Biografía
Vicente Farrés inició su carrera como dibujante en revistas femeninas durante la primera mitad de los años cincuenta sin abandonar por ello su otro trabajo.
Ilustró luego historietas bélicas para Toray, consiguiendo profesionalizarse como dibujante.
Casó con Francesca Mora.
A partir de los años setenta, trabajó sobre todo para el mercado exterior.
En su ciudad natal se celebró una gran retrospectiva en su honor.

## Obra
| Años | Título                                            | Guionista                | Tipo                  | Publicación                  |
| ---- | ------------------------------------------------- | ------------------------ | --------------------- | ---------------------------- |
| 1950 | Hazañas Bélicas                                   | Alex Simmons             | Serial                | Toray                        |
| 1953 | Pieles rojas                                      |                          | Serial con Corty      |                              |
| 1955 | Aventuras de Dick Sand, el capitán de quince años |                          | Serial                | Exclusivas Ferma             |
| 1955 | Un Cuento Semanal                                 |                          | Serial                | Exclusivas Ferma             |
| 1956 | Trovador                                          |                          | Serial                | Gráficas Soriano             |
| 1956 | Dalia                                             |                          | Serial                | Exclusivas Ferma             |
| 1957 | Lolín                                             |                          | Serial                | Exclusivas Ferma             |
| 196- | Donald Bell                                       | Alex Simmons             | Serie                 | Hazañas Bélicas / Serie Roja |
| 1962 | Relatos de Guerra                                 |                          | Serial                | Toray                        |
| 1962 | Los hijos de Visnú                                | Salvador Dulcet          | Historieta del serial | Brigada Secreta, núm. 1      |
| 1965 | Espionaje                                         |                          | Serial                | Toray                        |
| 1981 | Halach                                            | Enrique Martínez Fariñas | Serial                | Altable                      |